# Ormelle
Ormelle település Olaszországban, Veneto régióban, Treviso megyében. Lakosainak száma 4460 fő (2023. január 1.). Ormelle Cimadolmo, Maserada sul Piave, Ponte di Piave, Breda di Piave, Fontanelle, San Polo di Piave és Oderzo községekkel határos.

## Népesség
A település népességének változása:
| Lakosok száma | 4466 | 4486 | 4460 |
|               | 2017 | 2018 | 2023 |